# Maimonidesstreit
Der Maimonidesstreit, benannt nach Maimonides, ist eine Auseinandersetzung über vielfältige kulturelle, religiöse und soziale Probleme im Bereich des Judentums, der vom Ende des 12. bis zu Beginn des 14. Jahrhunderts drei erste Höhepunkte durchlief. Der Maimonidesstreit wurde durch den Gegensatz zwischen hierarchisch, traditionell begründeter Führung und intellektueller, persönlicher Führungskraft ausgelöst und erweiterte sich in den folgenden Jahrzehnten auf folgende Fragen: Vernunft und Philosophie in ihrer Beziehung zu Glaube und Tradition; was bei der Erziehung eines Menschen, der die Tora befolgt, erlaubt und was verboten ist; richtiges Verständnis von Anthropomorphismus, wie er in der Bibel und im Talmud erscheint; wesentliche theologische Konzepte wie die körperliche Auferstehung. Auch in späteren Jahrhunderten wurden die Dispute weitergeführt. Die Krise des spanischen Judentums im 15. Jahrhundert verschärfte die erzieherischen und sozialen Themen der alten Kontroverse. Auch im Italien der Renaissance und in den blühenden jüdischen Zentren von Polen-Litauen entzündete sich wiederum der alte Streit, wenn auch in abgemilderter Form. Im 18. Jahrhundert gab Moses Mendelssohn, der Begründer der jüdischen Aufklärung, der Kontroverse neuen radikalen Ausdruck. Eine konservative Formulierung fanden die Äußerungen von Maimonides im 19. Jahrhundert in der deutschen Neo-Orthodoxie, hauptsächlich durch ihren Protagonisten Samson Raphael Hirsch, der religiöses und weltliches Wissen mit der Formel Tora we-Derech Erez zu verbinden suchte. Unter den Juden Jemens gab es im 19. und zu Beginn des 20. Jahrhunderts eine Auseinandersetzung zwischen Befürwortern und Gegnern der Positionen von Maimonides.

## Maimonidesstreit im Mittelalter
Im Mittelalter waren drei Höhepunkte des Maimonidesstreites zu verzeichnen: um 1180 (zu Lebzeiten von Maimonides), um 1230 bis 1232 (unter Einbeziehung von David Kimchi, Nachmanides, Jona ben Abraham Gerondi und anderen, mit Schwerpunkt in der Provence), und um 1300 bis 1306 (im Zusammenhang mit Salomo ben Abraham Adret, Ascher ben Jechiel, Jakob ibn Tibbon und anderen, mit Schwerpunkt im christlichen Spanien und in der Provence).
Nachdem die Almohaden Spanien besetzt hatten, flüchtete Maimonides mit seiner Familie in den Nahen Osten. Hier traf er auf die hierarchischen Traditionen des Exilarchen und der babylonischen Geonim. Maimonides respektierte zwar vom halachischen Standpunkt aus den Exilarchen, den Führer der jüdischen Diaspora, in seiner Position als Abkömmling von König David und sah ihn als angemessene Autorität zur Ernennung von Richtern. Er widersetzte sich jedoch vehement den finanziellen Ansprüchen der Geonim und bestritt ihre Berechtigung, bei Einzelpersonen und Gemeinden Geld einzutreiben.
Maimonides schrieb seine Werke im islamischen Ägypten, doch sie erreichten auch Europa, wo völlig andere kulturelle und soziale Bedingungen als im Nahen Osten herrschten. Auf der Iberischen Halbinsel war die christliche Reconquista in vollem Gang. Die europäischen Juden litten unter den Auswirkungen der Kreuzzüge. Mystische Tendenzen und visionäre Ideen fanden ihren Ausdruck in der sich entwickelnden Kabbala, vor allem in Spanien und der Provence. Maimonides’ Versuch, insbesondere in seinem philosophischen Hauptwerk Führer der Unschlüssigen den Glauben des Judentums und die Philosophie des Aristoteles in der griechisch-arabischen Überlieferung miteinander zu verbinden, wurde hauptsächlich von den höheren Kreisen der jüdischen Gesellschaft begeistert aufgenommen, während Anhänger des Mystizismus sich mit Abscheu davon abwandten. Auch das Christentum sah sich vor ähnliche Probleme gestellt, wie der Konflikt zwischen Peter Abälard und Bernhard von Clairvaux zeigt. Der Kampf zwischen den Anhängern und Gegnern von Maimonides kam zunächst zu einem plötzlichen Ende, als die Bücher des Autors von der dominikanischen Inquisition 1232 verbrannt wurden. Es ist bis heute nicht geklärt, ob die Dominikaner Maimonides’ Schriften aus eigenem Antrieb in ihrem Kampf gegen Häresie verbrannten, oder ob sie durch jüdische Denunzianten dazu angestiftet wurden, wie zeitgenössische Anhänger von Maimonides glaubten. Als etwa zur selben Zeit auch das Grab von Maimonides von europäischen Extremisten in Tiberias entweiht wurde, worauf in den frühen 1240er Jahren die Disputation von Paris und die Verbrennung des Talmud folgten, wurden mehrere Jahrzehnte lang die öffentlichen Streitigkeiten unter Juden ausgesetzt.
Vom Ende des 13. bis zum Beginn des 14. Jahrhunderts entzündete sich jedoch der Konflikt neu an extremen allegorischen Erläuterungen gewisser Rationalisten. Nach langem Zögern gab Salomo Adret, der Rabbiner von Barcelona, am 26. Juli 1305 einen Bannbrief heraus, der jedes Mitglied der Gemeinde mit einem Cherem (Bann) bedrohte, der unter 25 Jahren alt ist und die Werke der Griechen über Naturwissenschaft oder Metaphysik studiert, sei es in der Ursprache oder in einer Übersetzung.